# رشته‌کوه باغدشت
رشته‌کوه باغدشت که بزرگ‌ترین قله آن با ارتفاع ۲۵۰۰ متر از سطح دریا، جزء ارتفاعات شهرستان کوهسرخ و شهرستان بردسکن محسوب می‌شود و در نزدیکی روستاهای بند قراء، کریز، خوشاب و سنگ‌پیر واقع در ۳۰ کیلومتری شمال‌غربی شهر کاشمر قرار دارد. این رشته‌کوه زیرمجموعهٔ رشته‌کوه کوهسرخ است.